# Today Was a Fairytale
«Today Was a Fairytale» — песня американской кантри-исполнительницы Тейлор Свифт, вошедшая в саундтрек фильма «День Святого Валентина» и выпущенная в качестве сингла с него 19 января 2010 года.

## Информация о песне
Тейлор Свифт написала песню «Today Was a Fairytale» ещё в 2008 году, однако решила на время отложить её исполнение и запись. После того как она была выбрана на роль Фелиции в фильме День Святого Валентина, Свифт предложила продюсерам ленты включить её песню в саундтрек, поскольку она не вписывалась в её альбом. Сингл «Today Was a Fairytale» вышел 19 января 2010 эксклюзивно на iTunes Store.
В тексте песни описывается необычное свидание, используются сказочные образы — принца и прекрасной дамы.

## Отзывы музыкальных критиков
Критики издания Slate отметили, что во вступлении песни отсутствуют какие-либо элементы кантри-попа — основного жанра Тейлор Свифт. Ханна Майлреа из NME, тем временем, назвала песню кантри.
В рецензии журнала Billboard был отмечен вокал, обладающий «новоявленной зрелостью»; по мнению рецензента, «Today Was a Fairytale» сможет увеличить количество поклонников Свифт. В обзоре журнала Entertainment Weekly было выявлено сходство с текстами предыдущих песен Тейлор Свифт — «Love Story» и «You Belong with Me». Положительные отзывы также появились в изданиях People, OK!, на сайте Allmusic.

## Концертные исполнения

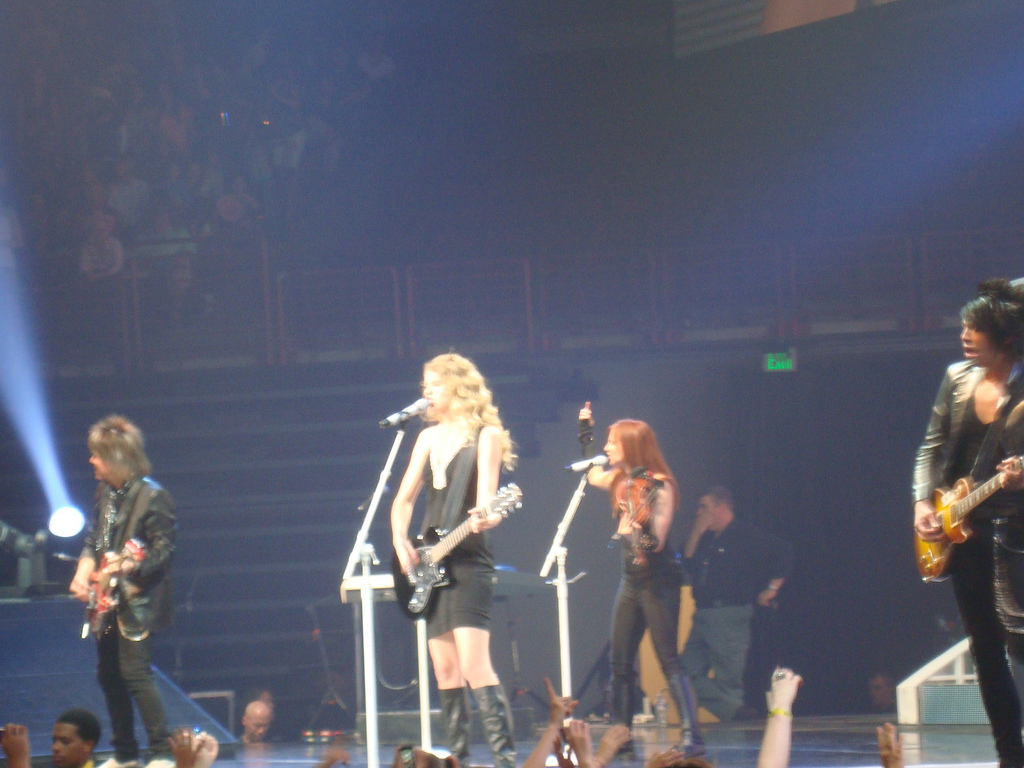
Свифт исполняет «Today Was a Fairytale» во время турне Fearless Tour

«Today Was a Fairytale» вошла в попурри, исполненное Свифт на 52-й церемонии «Грэмми». Данное выступление Свифт на церемонии в дуэте со Стиви Никс подверглось критике из-за того, что она не попадала в темп музыки.
«Today Was a Fairytale» была включена в сет-лист турне Fearless Tour 2010 года.

## Список композиций
Цифровой сингл
| №  | Название                | Длительность |
| -- | ----------------------- | ------------ |
| 1. | «Today Was a Fairytale» | 4:01         |

## Коммерческий успех
6 февраля 2010 года «Today Was a Fairytale» дебютировала в хит-параде Billboard Hot 100 на 2 месте. Также она попала в чарты Billboard Adult Contemporary, Hot Country Songs и Mainstream Top 40. 20 февраля 2010 «Today Was a Fairytale» возглавила канадский хит-парад Canadian Hot 100.
К ноябрю 2014 года тираж «Today Was a Fairytale» составил 1,6 млн цифровых загрузок в США.

## Чарты
| Чарт (2010)                         | Высшая позиция |
| ----------------------------------- | -------------- |
| Австралия (ARIA)                    | 3              |
| Канада (Billboard Canadian Hot 100) | 1              |
| Канада (Billboard AC Airplay)       | 45             |
| Канада (Billboard CHR/Top 40)       | 38             |
| Канада (Billboard Hot AC)           | 36             |
| Ирландия (IRMA)                     | 41             |
| Япония Japan Hot 100                | 63             |
| Новая Зеландия (Recorded Music NZ)  | 29             |
| Шотландия (Scottish Singles Chart)  | 46             |
| Великобритания (UK Singles Chart)   | 57             |
| США (Billboard Hot 100)             | 2              |
| США (Billboard Adult Contemporary)  | 21             |
| США (Billboard Adult Top 40)        | 21             |
| США (Billboard Hot Country Songs)   | 41             |
| США (Billboard Mainstream Top 40)   | 20             |

| Чарт (2010)              | Позиция |
| ------------------------ | ------- |
| Australian Singles Chart | 72      |
| Billboard Hot 100        | 84      |

| Регион                                                      | Сертификация | Продажи   |
| ----------------------------------------------------------- | ------------ | --------- |
| Австралия (ARIA)                                            | Платиновый   | 70 000^   |
| США (RIAA)                                                  | Платиновый   | 1,600,000 |
| ^ Данные о тиражах приведены только на основе сертификации. |              |           |

## Today Was a Fairytale (Taylor’s Version)
11 февраля 2021 года Свифт анонсировала в программе Good Morning America, что перезаписанная версия «Today Was a Fairytale» под названием «Today Was a Fairytale (Taylor’s Version)» будет выпущена 9 апреля 2021 года в качестве двадцатого трека из Fearless (Taylor's Version), перезаписанной версии второго студийного альбома Fearless.